# Ailuk Atoll
Az Ailuk Atoll egy 55 (vagy 57) szigetből álló korallzátony a Csendes-óceánban. A Marshall-szigeteken belül a Ratak lánchoz tartozik. Területe 5,36 km², de a körbezárt lagúna területe 177,3 km².
Nagyobb szigetei: Ajelep, Aliej, Ailuk, Alkilwe, Barorkan, Biken, Enejabrok, Enejelar, Kapen, Marib. A nyílt tenger felől az atoll nyugati felén három nagyobb csatorna vezet a lagúnába: az Erappu–csatorna, a Marok–csatorna és az Eneneman–csatorna. 
Teljes lakossága 488 fő.